# Синдром Паррі – Ромберга
Синдром Паррі — Ромберга — рідкісне захворювання, яке характеризується поступовим зменшенням і дегенерацією підшкірної клітковини та м'язів обличчя, як правило, лише з одного боку (геміфаціальна атрофія), але іноді цей процес може поширюватися і на інші частини тіла. Підозрюється, що в основі розвитку цього захворювання лежать аутоімунні процеси, і синдром може бути різновидом локалізованої склеродермії (морфеї), але точна причина та патогенез цього розладу залишаються невідомими. Також, повідомляється, що синдром Паррі — Ромберга може виникати внаслідок симпатектомії. Синдром має більш поширений серед жінок і зазвичай проявляється з 5 до 15 років.
Крім ураження сполучної тканини, синдром може супроводжуватися неврологічними, очними та оральними симптомами. Діапазон та тяжкість пов'язаних симптомів дуже різняться.

## Ознаки та симптоми

### Шкіра та сполучні тканини

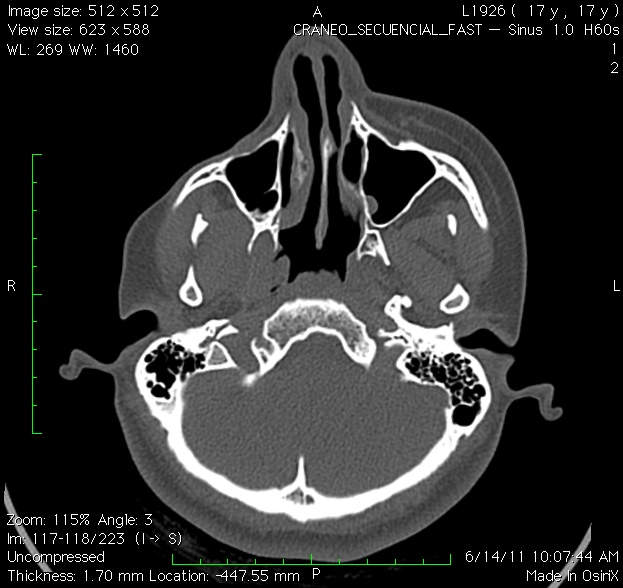
Осьове КТ 17-річної дівчинки з синдромом Паррі — Ромберга, що демонструє сильну дегенерацію підшкірної клітковини та м'язів правої сторони обличчя, кістки обличчя при цьому не постраждали

Першими, як правило, ураження зазнають ті ділянки обличчя, що вкриті скроневими або щічними м'язами. Поширючись, хвороба призводить до атрофії шкіри та її похідних, а також підшкірних структур, таких як сполучна тканина (жир, фасції, хрящі, кістки) та/або м'язи однієї сторони обличчя. Рот і ніс зазвичай нахиляються в бік ураженої сторони обличчя.
Постраждати можуть також тканини носогубної складки, верхньої щелепи, комісури рота, периорбітальної зони, вух та / або шиї. Синдром часто починається з обмеженої ділянки склеродермії у фронтальній ділянці шкіри голови, це супроводжується випадінням волосся та появою вдавленого лінійного рубця, що проходить вниз по середині ураженої сторони.
У 20 % випадків волосся і шкіра, що лежать над ураженими ділянками, можуть стати гіперпігментованими або гіпопігментованими з плямами непігментованої шкіри. Приблизно в 20 % випадків захворювання може охоплювати іпсилатеральну (на тому ж боці) або контралатеральну (з протилежного боку), руку, ногу, частини шиї чи тулуба. Можуть бути ураженими хрящі носа, вуха та гортані. Повідомлялося, що хвороба вражає обидві сторони обличчя в 5 —10 % випадків.
Середній вік початку захворювання — дев'ять років, і в більшості симптоми проявляються до 20 років. Хвороба може прогресувати протягом кількох років, перш ніж перейде в стан ремісії.

### Неврологічні симптоми
Приблизно 45 % людей з синдромом Паррі-Ромберга також страждають на невралгію трійчастого нерва (сильний біль у тканинах, що інервуються іпсилатеральним трійчастим нервом, та / або мігрень (сильний головний біль що може супроводжуватися аномаліями зору, нудотою та блювотою).
У 10 % осіб захворювання супроводжується судомами, що, як правило, носять джексонівський характер (характеризуються швидкими спазмами м'язової групи, які згодом поширюються на сусідні м'язи) і виникають на стороні, протилежній до ураженої сторони обличчя. Половина з цих випадків пов'язана з порушеннями як в сірій, так і в білій речовині мозку, що виявляються при скануванні за допомогою магнітно-резонансної томографії (МРТ).

### Очні симптоми
Енофтальм (западання очного яблука в очну ямку) є найпоширенішою патологією ока, яка спостерігається при синдромі Паррі — Ромберга. Вона викликається втратою підшкірної клітковини навколо очниці. Поширеними симтомами є також опущення верхньої повіки (птоз), звуження зіниці (міоз), почервоніння кон'юнктиви та зменшення потовиділення (ангідроз) ураженої сторони обличчя. У сукупності ці ознаки називають синдромом Горнера. Зустрічаються й інші аномалії очей, такі як: офтальмоплегія (параліч одного або декількох екстраокулярних м'язів), косоокість, увеїт та гетерохромія райдужки.

### Оральні симптоми
Зазнавати ураження можуть і тканини рота, зокрема: ясна, зуби та м'яке піднебіння. У 50 % людей розвиваються стоматологічні порушення, такі як затримка прорізування, оголення або розсмоктування зубних коренів на ураженій стороні. 35 % мають труднощі з відкриванням рота або інші симптоми ураження щелепи, такі як: порушення функцій скронево-нижньощелепного суглоба та спазм жувальних м'язів на ураженій стороні. У 25 % спостерігається атрофія однієї сторони верхньої губи та язика.

## Причини
Оскільки деякі люди з цим захворювання мають антинуклеарні антитіла в сироватці крові, синдром Паррі-Ромберга може бути аутоімунним захворюванням. Хоча повідомлялося і про випадки, коли хвороба вражала кількох членів родини, і про випадки, коли з двох монозиготних близнюків захворів лише один, в даний час немає доказів того, що синдром Паррі-Ромберга є генетичним захворюванням або що він може передаватися дітям. Є теорія, що синдром викликається ураженням симпатичної нервової системіи (можливо, в результаті травми або інфекції, що зачіпає шийне сплетення або симпатичний стовбур), оскільки повідомляється про зв'язок синдрому Паррі-Ромберга з симпатектомією, порушеннями у міграції клітин з нервового гребеня та хронічним опосередкованим клітинами запальним процесом в судинах. Цілком ймовірно, що в різних людей механізми розвитку хвороби різні.

## Діагностика
Людям, які мають лише асиметрію обличчя, діагноз можна поставити виключно на підставі анамнезу та неврологічного обстеження. Тим, хто повідомляє про неврологічні симптоми призначається МРТ, крім того, цим людям можуть призначати діагностичну люмбальну пункцію та аналіз крові на аутоантитіла. 

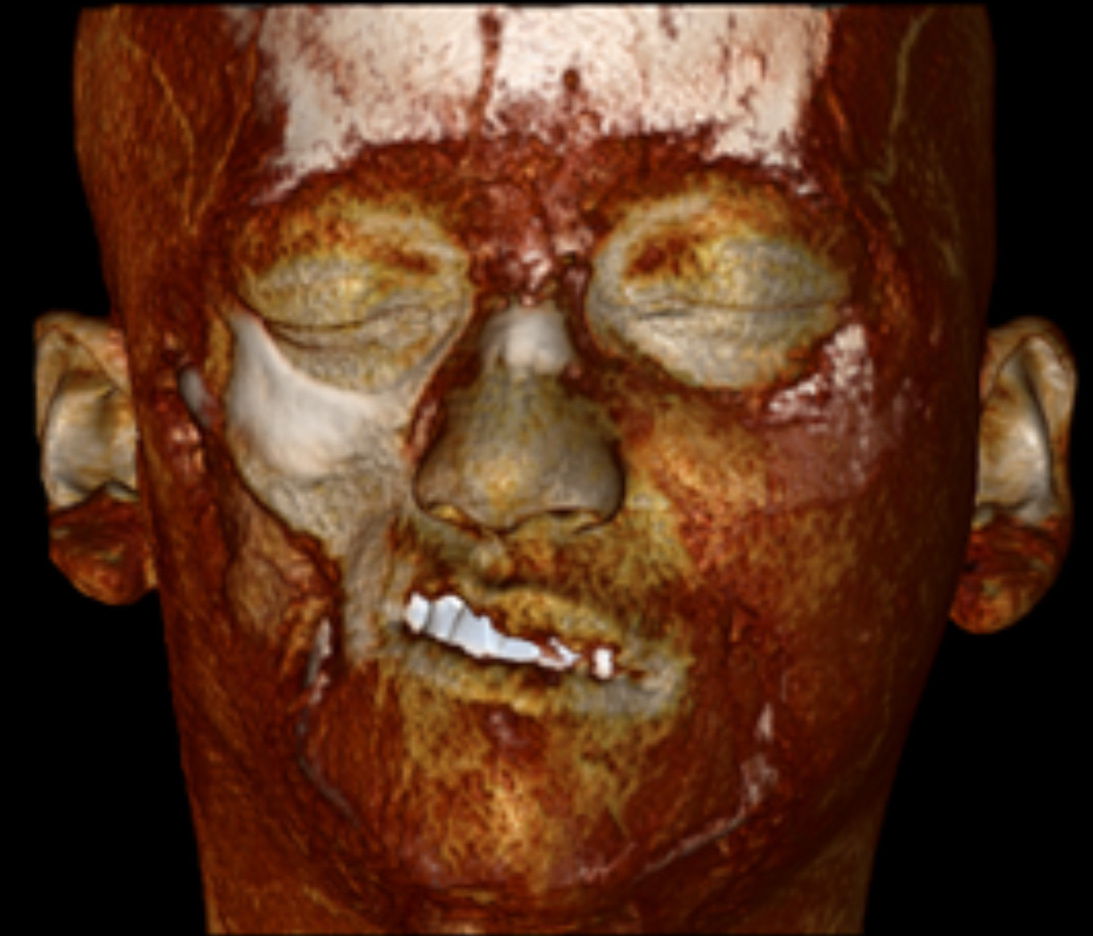
3D-реконструкція м’яких тканин на КТ 17-річної дівчини з синдромом Паррі Ромберга.
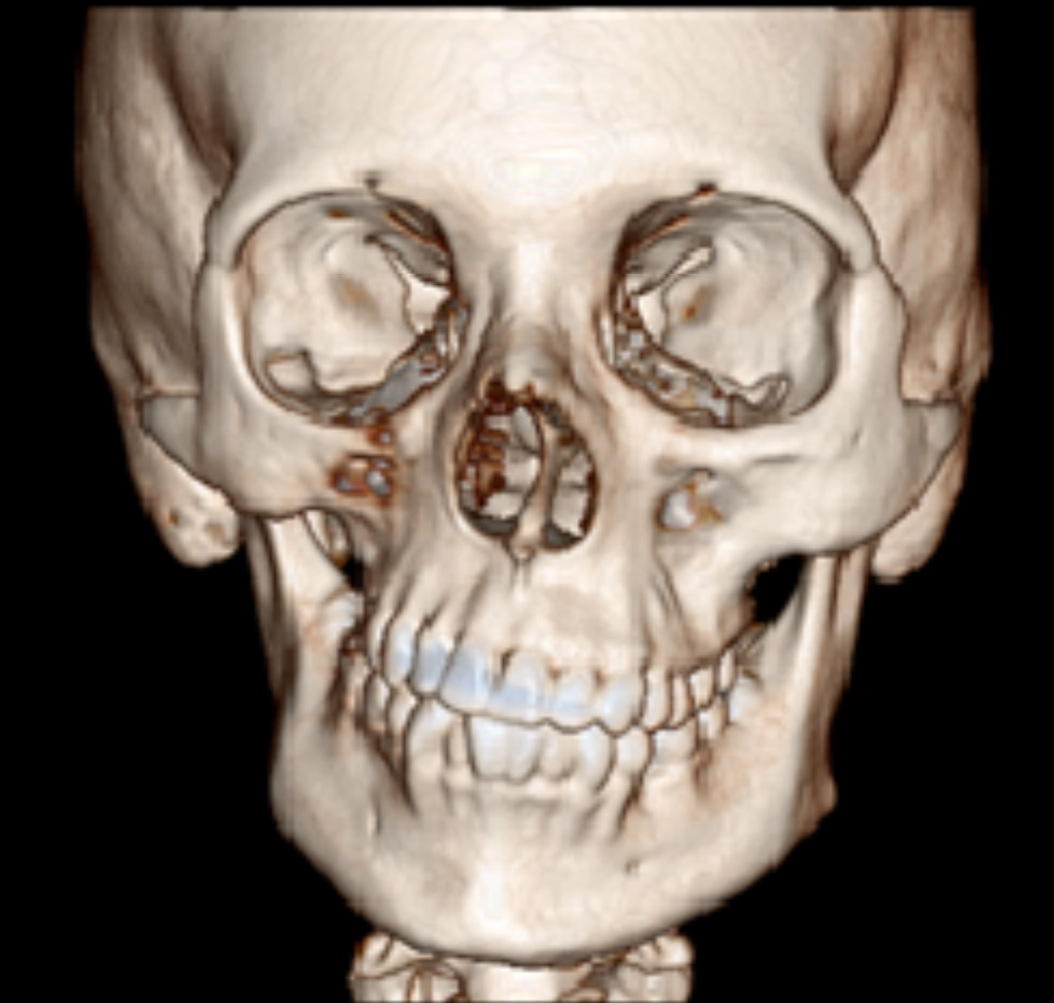
КТ 3D реконструкція кісток 17-річної дівчинки з синдромом Паррі Ромберга.

## Лікування
Лікування може проводитися імунодепресивними препаратами, такими як: метотрексат, кортикостероїди, циклофосфамід та азатіоприн. Досі не проводилось жодного рандомізованого контрольованого дослідження для оцінки таких методів лікування, тому переваги не були чітко встановлені.

### Хірургічне лікування
Пацієнти можуть скористатися аутологічним перенесенням жиру для відновлення нормального контуру обличчя. Однак для більш об'ємних дефектів може знадобитися мікрохірургічна реконструктивна операція. При важких деформаціях можуть знадобитися хрящові та кісткові трансплантати, ортогнатична хірургія та інше. Щодо термінів хірургічного втручання тривають суперечкиі: деякі хірурги вважають за краще чекати, поки хвороба не закінчиться, тоді як інші рекомендують раннє втручання.

## Епідеміологія
Синдром Паррі — Ромберга виникає випадково і з невідомих причин. Поширеність серед жінок більша, ніж серед чоловіків, із співвідношенням приблизно 3: 2. Хвороба вражає ліву сторону обличчя приблизно так само часто, як і праву.

## Історія
Вперше хвороба була описана Калебом Гіллієром Паррі (1755 – 1822) у збірнику його медичних праць, які були опубліковані посмертно його сином Чарльзом Генрі Паррі (1779 – 1860). Вдруге її описали Моріц Генріх Ромберг (1795 – 1873) та Едуард Генріх Генох (1820 – 1910). Німецький невролог Альберт Ейленбург (1840 – 1917) першим застосував термін «прогресуюча геміфаціальна атрофія» 1871 року.